# Едвард Ліндберг
Едвард Фердінанд Якоб Ліндберг (англ. Edward Ferdinand Jacob Lindberg; нар. 9 листопада 1886 — пом. 16 лютого 1978) — американський легкоатлет, який спеціалізувався в бігу на короткі дистанції.

## Із життєпису
Олімпійський чемпіон в естафеті 4×400 метрів (1912).
Бронзовий олімпійський призер з бігу на 400 метрів (1912).
Ексрекордсмен світу в естафеті 4×400 метрів.
Чемпіон США з бігу на 440 ярдів (1909, 1911).
Переможець Олімпійських відбіркових змагань США з бігу на 400 метрів (1912).
Випускник Університету Іллінойса.
Учасник виставкових змагань з бейсболу на Олімпіаді-1912.

## Основні міжнародні виступи
| Рік  | Змагання         | Місто     | Місце | Дисципліна |
| ---- | ---------------- | --------- | ----- | ---------- |
| 1912 | Олімпійські ігри | Стокгольм | 3     | 400 м      |
| 1912 | 1                | 4×400 м   |       |            |